# Pierre Everaert
Pierre Everaert (Quaëdypre, 21 de diciembre de 1933 - Lille, 26 de mayo de 1989) fue un ciclista francés que fue profesional entre 1955 y 1966. Durante estos años consiguió 22 victorias, siendo las más destacadas dos etapas de la París-Niza y la París-Bruselas de 1960. El 1959 quedó cuarto de la clasificación general en su única participación en la Vuelta en España.

## Palmarés
- 1956
  - 1.º de la París-Douai
- 1957
  - 1.º en el Critèrium de Boulogne-sur-Mer
  - 1.º en Aniche
  - 1.º en el Circuito de Pévèle
  - 1.º en Watten
  - 1.º en Goegnies-la-Chaussée
  - Vencedor de una etapa del Tour de Normandía
- 1958
  - 1.º en Saint-Nazaire
  - Vencedor de una etapa del Tour del Oeste
- 1959
  - 1.º en la Poly Bretona
  - 1.º en Bubry
  - Vencedor de 2 etapas de la París-Niza
  - Vencedor de una etapa del Tour del Oeste
- 1960
  - 1.º en la París-Bruselas
  - 1.º en el Circuito del Puerto de Dunkerque
  - Vencedor de una etapa de la Vuelta a Alemania
  - Vencedor de una etapa de la Bicicleta Eibarresa
- 1963
  - 1.º en la clasificación por puntos de los Cuatro Días de Dunkerque
  - Vencedor de una etapa del Critérium del Dauphiné
  - Vencedor de una etapa de la Vuelta a Levante
- 1965
  - 1.º en la París-Camembert

## Resultados en Grandes Vueltas y Campeonato del Mundo
| Carrera         | 1958 | 1959       | 1960 | 1961 | 1962 | 1963 | 1964 | 1965       | 1966       |
| --------------- | ---- | ---------- | ---- | ---- | ---- | ---- | ---- | ---------- | ---------- |
| Giro de Italia  | 55.º | -          | -    | -    | -    | -    | 36º  | -          | 68.º       |
| Tour de Francia | -    | Ab. (13.ª) | 32.º | 68.º | ̈56.º | 63.º | 63.º | Ab. (10.ª) | Ab. (16.ª) |
| Vuelta a España | -    | 4.º        | -    | -    | -    | -    | -    | -          | -          |